# フィリップ・ワッツ

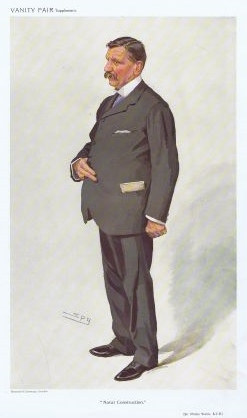
Philip Watts in Vanity Fair, 1910

フィリップ・ワッツ（Sir Phillip Watts 、1846年5月30日 - 1926年3月15日）はイギリスの軍艦設計技師である。
アームストロング・ホイットワース在職中に日本の八島、初瀬を設計するなどウィリアム・ヘンリー・ホワイトに次ぐ名技師としてその名を知られるようになった。
1902年ホワイトの退官に伴い海軍省造船局長・主任設計者となり、ドレッドノート、インヴィンシブル、クイーン・エリザベス、タイガーなど多数の弩級戦艦、超弩級戦艦を設計した。戦艦金剛もその指導に負うところが多い。
1912年ユースタス・テニスン・ダインコートに職を譲って退官した。